# The Big Event
The Big Event è stato un evento di wrestling prodotto dalla World Wrestling Federation. L'evento si è svolto il 28 agosto 1986 presso l'Exhibition Stadium in Toronto, Ontario, Canada. Le cronache dell'epoca riportarono un'affluenza di pubblico di 74,000 fan (in realtà furono 61,500 circa), record ai tempi per un evento all'aperto. Il successo di questo evento contribuì all'espansione del wrestling negli anni ottanta. Una videocassetta da 115 minuti con un montaggio degli incontri dell'evento fu pubblicata in seguito dalla Coliseum Home Video, con commento di Gorilla Monsoon, Johnny Valiant ed Ernie Ladd. Nel 2014 WWE Network ha reso disponibile l'evento on demand nella sezione pay-per-view (sebbene lo show non fosse stato originariamente trasmesso in pay-per-view).

## Storia
Il main event dello show fu il match per il titolo WWF World Heavyweight Championship tra il campione Hulk Hogan e lo sfidante Paul Orndorff. L'amicizia di Hogan e Orndorff era stata enfatizzata nel corso dei programmi televisivi della WWF durante l'estate, e alla fine Adrian Adonis – conduttore del talk show The Flower Shop – cominciò a mettere zizzania tra di loro alludendo al fatto che Orndorff stesse vivendo all'ombra di Hogan, chiamandolo "Hulk Jr." e prendendolo in giro. Con una serie di piccoli incidenti simili correlati a Hogan che irritarono Orndorff, i due decisero di accettare un match di coppia contro Big John Studd & King Kong Bundy (che avevano come manager Bobby "The Brain" Heenan). Durante lo stesso, Orndorff tradì Hogan lasciandolo prima da solo in balia di Studd e Bundy, e poi aggredendolo in prima persona. Poco tempo dopo, Orndorff annunciò di avere assunto Heenan come suo manager e chiese un match per il titolo con Hogan. Nelle settimane precedenti all'evento, per fomentare la sua nuova identità heel, Orndorff iniziò ad utilizzare come sua musica d'entrata sul ring quella di Hulk Hogan, Real American, e a scimmiottarne gli atteggiamenti come le pose da culturista e il portarsi il palmo delle mani aperte alle orecchie.
Tra le altre rivalità importanti, ci fu quella tra Ricky "The Dragon" Steamboat e Jake "The Snake" Roberts. Primo feud di alto profilo di Roberts da quando era entrato nella WWF all'inizio di quell'anno, iniziò quando egli attaccò Steamboat prima di un match a Saturday Night's Main Event VI, colpendolo con la sua mossa finale, DDT, sul pavimento di cemento, prima di appoggiare il suo serpente, Damien, sopra uno Steamboat privo di sensi, il tutto mentre la moglie di Steamboat, Bonnie, osservava con orrore la scena. Steamboat in seguito iniziò a portarsi dietro un "drago di Komodo" come suo "animale domestico" per combattere gli effetti psicologici del serpente di Roberts. Sebbene Steamboat vinse la maggior parte degli incontri, la faida arrivò al punto in cui fu sancito un match "Snake Pit" (senza squalifica) per la risoluzione finale dei conti.
Altro feud di livello fu quello tra The Machines e Bobby Heenan, Big John Studd e King Kong Bundy. Il motivo principale della faida era stata la ripetuta affermazione da parte di Heenan secondo cui uno dei Machines, Giant Machine, era in realtà André the Giant mascherato che stava tentando di aggirare una sospensione per mancata presentazione a un tag-team match contro Bundy e Studd, con i quali André aveva in corso un'aspra faida. A quel tempo, André soffriva degli effetti di un legittimo infortunio alla schiena e stava cominciando a soffrire degli effetti dell'acromegalia, una condizione di salute che provocò il suo gigantismo e alla fine lo portò alla morte nel 1993; la sua "sospensione" (kayfabe) gli permise anche di prendersi una pausa per girare il film La storia fantastica, che sarebbe uscito l'anno dopo.

## Risultati
| N. | Risultati | Stipulazione                                           | Durata |
| -- | --- | ------------------------------------------------------ | ------ |
| 1  | The Killer Bees (Jim Brunzell & B. Brian Blair) sconfissero Jimmy Jack Funk & Hoss Funk (con Jimmy Hart)                                                      | Tag team match                                         | 06:53  |
| 2  | The Magnificent Muraco (con Mr. Fuji) vs. King Tonga terminò in pareggio per limiti di tempo                                                                  | Single match                                           | 20:00  |
| 3  | Ted Arcidi sconfisse Tony Garea per sottomissione | Single match                                           | 02:41  |
| 4  | Junkyard Dog sconfisse Adrian Adonis (con Jimmy Hart) via count out                                                                                           | Single match                                           | 04:15  |
| 5  | Dick Slater sconfisse Iron Mike Sharpe | Single match                                           | 06:24  |
| 6  | Bobby Heenan, King Kong Bundy & Big John Studd sconfissero The Machines (Super Machine & Big Machine) e Captain Lou Albano (con Giant Machine) per squalifica | Six-man tag team match                                 | 07:49  |
| 7  | Ricky Steamboat sconfisse Jake Roberts | Snake Pit Match                                        | 10:17  |
| 8  | Billy Jack Haynes sconfisse Hercules Hernandez | Single match                                           | 06:08  |
| 9  | The Fabulous Rougeaus (Jacques & Raymond) sconfissero The Dream Team (Greg Valentine & Brutus Beefcake)                                                       | Tag team match                                         | 14:51  |
| 10 | Harley Race sconfisse Pedro Morales | Single match                                           | 03:23  |
| 11 | Hulk Hogan (c) sconfisse Paul Orndorff (con Bobby Heenan) per squalifica                                                                                      | Single match per il WWF World Heavyweight Championship | 11:05  |

## Conseguenze
La sera successiva la World Wrestling Federation presentò il Sam Muchnick Memorial Tournament, vinto da Harley Race sconfiggendo in finale Ricky Steamboat. La rivalità Hogan-Orndorff proseguì fino alla fine del 1986, con Orndorff, come a The Big Event, che continuava ad utilizzare la musica d'entrata di Hogan, Real American, per il suo ingresso sul ring. Alla fine, i due si affrontarono in una serie di match nella gabbia. Il più famoso si svolse nel dicembre 1986, e fu trasmesso a Saturday Night's Main Event IX; ad un certo punto del match, sia Hogan sia Orndorff uscirono simultaneamente dalla gabbia e i loro piedi toccarono il suolo nello stesso momento (condizione essenziale per vincere l'incontro); quando la prova video si rivelò inconcludente, il match fu fatto ripartire, e Hogan ottenne la vittoria finale.
The Machines continuarono il feud con Big John Studd & King Kong Bundy, e i clienti di Heenan non riuscirono mai a smascherare Giant Machine per provare che in realtà era André the Giant (in teoria sospeso da ogni combattimento). In seguito i Machines scomparvero semplicemente nel nulla quando finì la sospensione di André.